# Ashland Bridge (Delaware)
Die Ashland Bridge ist eine historische überdachte Holzbrücke über den Red Clay Creek an der Barley Mill Road im New Castle County, im US-Bundesstaat Delaware. Die um 1860 erbaute Brücke überspannt den Fluss Red Clay Creek und ist für PKW befahrbar. Sie befindet sich unweit des Ashland Nature Center of Delaware Nature Society.
Das Design der Brücke ist in der Gitterträger-Bautechnik ausgeführt, die vom US-Architekten Ithiel Town konstruiert wurde. Sie ist fast identisch mit der Wooddale Bridge, welche im gleichen County steht. Ihre höchste Spannweite wie auch die Gesamtlänge beträgt 16,5 Meter. 1965, als sie in der Historic American Engineering Record Studie dokumentiert wurde, war sie eine der letzten drei erhaltenen überdachten Brücken im Bundesstaat Delaware.
Die Ashland Bridge wurde am 20. März 1973 unter der Nummer 73000506 in das National Register of Historic Places aufgenommen.